# Vicious (serie televisiva)
Vicious è una serie televisiva britannica ideata da Gary Janetti e Mark Ravenhill e trasmessa dal 29 aprile 2013 al 16 dicembre 2016 sul canale ITV. È una sitcom interpretata da Ian McKellen e Derek Jacobi, rispettivamente nel ruolo di Freddie e Stuart, una coppia gay che convive da 50 anni.

## Trama
(Freddie)
Freddie e Stuart vivono assieme nel loro appartamento a Covent Garden da quasi 50 anni. Freddie è stato un attore principiante e Stuart ha lavorato nel bar nel quale avvenne il loro primo incontro. Terminata la loro attività lavorativa, la vita dei due consiste nell'intrattenere i loro frequenti ospiti, nel badare al loro vecchio cane Balthazar e nel punzecchiarsi verbalmente a vicenda.

## Personaggi e interpreti

### Principali
- Freddie Thornhill (stagione 1-2) interpretato da Ian McKellen. 
 Freddie è un attore, la cui carriera però non è mai veramente decollata. Ciò nonostante continua ad atteggiarsi come un attore affermato, ribadendo più volte a Stuart che è lui a mantenerli. Continua a partecipare a dei provini, che non supera quasi mai e quando viene ingaggiato per ruoli di bassissimo rilievo, li ingigantisce sempre. Egocentrico, capriccioso e apparentemente insensibile, appare come il più razionale della coppia, anche se cede sempre di fronte a complimenti e lusinghe.
- Stuart Bixby (stagione 1-2) interpretato da Derek Jacobi.
 Stuart è un ex barista e ha conosciuto Freddie nel bar in cui lavorava. Ha un ottimo rapporto con la madre, nonostante non le abbia mai rivelato della sua relazione con Freddie, temendo la sua reazione. Più sensibile e gentile di Freddie, viene spesso ferito dalle frecciatine del compagno, anche se non gli manca certo la capacità di rispondere a tono. Più volte dimostra di avere molto carattere, malgrado le apparenze, e di essere disposto a tutto pur di proteggere Freddie, anche a costo di nutrire il suo ego gigantesco nei momenti in cui il suo compagno mostra la sua fragilità.
- Violet Crosby (stagione 1-2) interpretata da Frances de la Tour.
 Violet è un'amica di Freddie e Stuart. Si presenta spesso e regolarmente non invitata e pare insensibile alle derisioni dei due, che riguardano principalmente i suoi modi di fare civettuoli, spesso irritanti e inappropriati. Si trova spesso coinvolta in turbolente relazioni con persone poco raccomandabili e per cui finisce spesso nei guai.
- Ash Weston (stagione 1-2) interpretato da Iwan Rheon.
 Ash è il nuovo vicino di casa di Freddie e Stuart. Entrambi i suoi genitori sono in carcere e troverà nella coppia una nuova famiglia. Diventa da subito l'oggetto del desiderio di Violet, ma anche di Freddie e Stuart.
- Mason Thornhill (stagione 1-2) interpretato da Philip Voss.
 Mason è il fratello di Freddie. Le sue visite non sono mai gradite, spesso e volentieri viene cacciato di casa da Freddie oppure nemmeno invitato. Assomiglia per molti versi al fratello ed è particolarmente legato a Penelope.
- Penelope (stagione 1-2) interpretata da Marcia Warren.
 Penelope è un'amica di Freddie, Stuart, Violet e Mason, da cui viene spesso accompagnata. Alterna momenti di lucidità a momenti di confusione, spesso rivelando cose che dovrebbero rimanere segrete, come il suo flirt con Stuart in giovinezza.
- Balthazar (stagione 1-2).
 Balthazar è il cane, oramai ventenne, di Freddie e Stuart. I due lo colpiscono di tanto in tanto con un bastone, delicatamente, per assicurarsi che sia ancora vivo. Non si vede mai, poiché è sempre fermo e nascosto nella cuccia in cucina, ma la sua presenza è resa evidente dalla cuccia stessa e dai vari personaggi che interagiscono con lui.

### Ricorrenti
- Chloe (stagioni 1-2) interpretata da Alexandra Roach.
 Chloe è la ragazza vegana di Ash. Apparentemente perfetta, la loro relazione finirà quando i due capiranno di non riuscire a sopportarsi a vicenda. Sarà lei ad occuparsi dell'organizzazione del matrimonio di Freddie e Stuart.
- Mildred (stagione 1-2) interpretata da Hazel Douglas (stagione 1) e Joan Linder (stagione 2).
 Mildred è l'anziana madre di Stuart. Non ha mai capito che Freddie e il figlio stanno insieme e non nutre simpatia per Freddie. Tuttavia, quando le verrà data la notizia accetterà la cosa senza batter ciglio e parteciperà al matrimonio dei due, morendo però poco prima dell'inizio della cerimonia.
- Jess (stagione 2) interpretata da Georgia King.
 Jess è la ragazza a cui Ash fa la proposta. La relazione tra i due finirà perché lei non è pronta ad impegnarsi.

### Guest star
- Lilian, interpretata da Celia Imrie.
- Theo, interpretato da Jack Ashton.
- Freddie da ragazzo, interpretato da Luke Treadaway.
- Stuart da ragazzo, interpretato da Samuel Barnett.
- Jasper, interpretato da Michael Cochrane.
- Carlotta, interpretata da Frances Barber.
- Oliver, interpretato da Alistair Brammer.
- Corriere, interpretato da Richard Gadd.

## Episodi
| Stagione               | Episodi | Prima TV UK | Prima TV Italia |
| ---------------------- | ------- | ----------- | --------------- |
| Prima stagione         | 6       | 2013        | inedita         |
| Speciale natalizio     | 1       | 2013        | inedito         |
| Seconda stagione       | 6       | 2015        | inedita         |
| Speciale di fine serie | 1       | 2016        | inedito         |